# Incidente Ningbo
L'Incidente di Ningbo (cinese 寧波之亂;in giapponese 寧波の乱?) fu un conflitto del 1523 tra i rappresentanti commerciali di due clan giapponesi di daimyō - gli Ōuchi e gli Hosokawa - nella città cinese Ming di Ningbo. Gli Ōuchi saccheggiarono e danneggiarono i residenti locali, causando ingenti danni. Il tumulto provocò l'interruzione del commercio tra il Giappone e la Cina dei Ming e l'impennarsi delle attività di pirateria dei wokou nipponici ai danni della costa cinese. L'episodio è anche noto con i nomi "Conflitto del tributo Ningbo" (寧波 争 貢 事件), "Incidente di Mingzhou" (明州 之 亂) o "Incidente di Sōsetsu" (宗 設 之 亂).

## Contesto
La dinastia Ming consideravano il Giappone uno stato tributario nel suo ordine mondiale sinocentrico. In ragione di ciò, il Sol Levante poteva presentare tributo alla corte imperiale cinese ed essere ricompensato con doni dal Celeste Imperatore. Si trattava essenzialmente di uno scambio di prodotti giapponesi con merci cinesi ed essendo questa l'unica forma legale di commercio tra Cina e Giappone riconosciuta dal protezionismo marittimo cinese del Haijin era estremamente redditizia. Ai giapponesi fu assegnata la città di Ningbo come loro porto di entrata in Cina e solo ai mercanti nipponici dotati dei c.d. "bastoni da conteggio" concessi dall'imperatore cinese potevano ufficialmente viaggiare e commerciare all'interno dei confini del Celeste Impero, motivo per cui il commercio Ming-Giappone era noto come "commercio di conteggio" (勘 合 貿易, kangō bōeki in giapponese e kānhé màoyì in cinese).
La gestione del commercio dei "bastoni di conteggio" da parte giapponese era di competenza del "Re del Giappone", come i cinesi chiamavano Ashikaga shōgun . Tuttavia, dopo lo scoppio della Guerra Ōnin (1467), gli shōgun Ashikaga furono ridotti a una tale impotenza che il controllo del redditizio commercio cinese fu conteso tra i vassalli nominali di Ashikaga, il clan Hosokawa a Kyoto e il clan Ōuchi di Yamaguchi.

## La disputa
Nel maggio del 1523, delegazioni commerciali dei clan Hosokawa e Ōuchi arrivarono simultaneamente a Ningbo. La delegazione Ōuchi, guidata da Kendō Sōsetsu (謙 道 宗 設), portava i bastoni da conteggio più aggiornato dell'imperatore Zhengde e raggiunse Ningbo pochi giorni prima della delegazione Hosokawa guidata dal monaco Rankō Zuisa (鸞 岡 端 佐) e Song Suqing, un cinese naturalizzato giapponese che già aveva servito gli Hosokawa in una missione a Ningbo nel 1509, che portava i bastoni da conteggio del predecessore di Zhengde, Hongzhi. Nonostante ciò, Song Suqing fu in grado di usare le sue conoscenze di palazzo per corrompere il capo-eunuco dell'Ufficio del Commercio Marittimo (市 舶 司), Lai En (賴恩), e garantire un trattamento di favore alla delegazione Hosokawa cui fu concesso di sbarcare per prima e di godere del posto d'onore nel banchetto di benvenuto. Infuriata, la delegazione Ōuchi si sollevò in armi, uccise Rankō Zuisa, incendiò la nave Hosokawa e inseguì Song Suqing fino alle mura di Shaoxing. Non riuscendo a trovare Song Suqing, la banda armata sfogò la sua frustrazione sui beni dei residenti locali, dopodiché tornò a Ningbo ove i giapponesi rapirono un comandante della guarnigione, Yuan Jin (袁 璡), e s'imbarcarono su navi sequestrate. Una flottiglia Ming diede loro la caccia al comando di Liu Jin (劉錦), il commissario regionale contro il Wo (備 倭 都 指揮), ma gli Ōuchi li sconfissero in battaglia e uccisero il comandante.

## L'indagine Ming
Una delle navi di Kendō Sōsetsu fu colpita da una tempesta sulla costa di Joseon in Corea durante la loro fuga. La Korea, alleata dei Ming, uccise 30 membri dell'equipaggio e catturò due prigionieri, Nakabayashi (中 林) e Magotaro (望 古 多 羅), che furono consegnati alla Cina. Nakabayashi, Magotaro e Song Suqing vennero sottoposti a interrogatorio e processo dalle autorità Ming. Song Suqing tentò di giustificarsi sostenendo che gli Ōuchi avevano rubato i bastoni da conteggio degli Hosokawa, non lasciando loro altra scelta se non quella di usare bastoni obsoleti. Il Ministero dei riti ed il Censorato convennero però sull'inaffidabilità il compatriota, così, nel 1525, Song Suqing e gli altri due delegati giapponesi furono condannati a morte, finendo però con il languire in prigione sino a morire prima dell'esecuzione della sentenza.

## Conseguenze

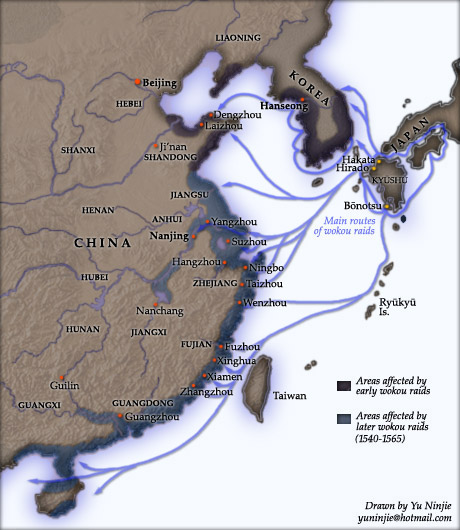
Incursioni di pirati giapponesi wokou in Cina e Corea all'epoca dell'Incidente Ningbo.

L'indagine cinese rivelò l'estensione della corruzione che coinvolgeva la gestione del commercio estero da parte di Lai En e dei suoi complici. Ciò detto, Lai En rimase in carica fino al 1527 e, in realtà, i suoi poteri furono ampliati per far fronte alle emergenze militari che seguirono.
L'incidente di Ningbo aveva pesantemente pregiudicato il buon esito del commercio regolamentato tra Cina e Giappone. Probabilmente per salvare le apparenze, un inviato delle Isole Ryūkyū fu incaricato di trasmettere un messaggio al Giappone che sollecitava la consegna di Kendō Sōsetsu e il ritorno di Yuan Jin e degli altri cinesi catturati, altrimenti i Ming avrebbero chiuso i loro porti al Giappone e considerato di organizzare una spedizione punitiva. Conseguenza ben più pesante fu la chiusura del porto di Ningbo al commercio estero. Sebbene il Giappone continuasse a inviare delegazioni a Ningbo, solo due (inviate dagli Ōuchi) vennero ricevute, nel 1540 e nel 1549 e la successiva caduta del clan Ōuchi (v. Incidente di Tainei-ji) pose fine al commercio ufficiale tra i Ming ed il Sol Levante, costringendo i mercanti di Ningbo al contrabbando con gli stranieri sulle isole al largo come Shuangyu. I contrabbandieri finirono con il pretendere troppo dai cinesi che si rivolsero a questo punto alle autorità Ming perché epurassero le isole dagli stranieri. Ciò portò all'altissimo numero di incursioni dei pirati wokou sulle coste cinesi del tempo (oltre 600 durante il regno di Jiajing) che vennero fermate dall'intervento del generale Qi Jiguang negli anni '50 del XVI secolo.